# Tāzehābād-e Gāvmīshān
Tāzehābād-e Gāvmīshān (persiska: تازه آباد گاوميشان, تازِه آباد) är en ort i Iran.   Den ligger i provinsen Kurdistan, i den nordvästra delen av landet, 400 km väster om huvudstaden Teheran. Tāzehābād-e Gāvmīshān ligger 1 757 meter över havet och antalet invånare är 159.
Terrängen runt Tāzehābād-e Gāvmīshān är platt söderut, men norrut är den kuperad. Runt Tāzehābād-e Gāvmīshān är det ganska tätbefolkat, med 58 invånare per kvadratkilometer. Närmaste större samhälle är Dehgolān, 13,9 km söder om Tāzehābād-e Gāvmīshān. Trakten runt Tāzehābād-e Gāvmīshān består i huvudsak av gräsmarker.